# Cicadulina fijiensis
Cicadulina fijiensis är en insektsart som beskrevs av Rauno E. Linnavuori 1960. Cicadulina fijiensis ingår i släktet Cicadulina och familjen dvärgstritar. Inga underarter finns listade i Catalogue of Life.